# Anthony Todd Thomson
Antony Todd Thomson (Edimburgo, 7 gennaio 1778 – 3 luglio 1849) è stato un medico scozzese.

## Biografia
Suo padre Alexander Thomson era un Membro del Consiglio della provincia della Georgia. Trasferitosi in America rientrò ad Edimburgo dopo il termine della Guerra d'indipendenza americana. Nel 1828 divenne primario di Medicina e Terapia all'Università di Londra.
Nel 1832, alla morte di John Gordon Smith, venne nominato professore di medicina legale assieme ad Andrew Amos. Nel 1837 rimase l'unico professore dopo che Amos venne nominato membro del consiglio generale in India.
Si è sposato due volte, nel 1801 con Christina Maxwell da cui abbe un figlio e due figlie. Alla sua morte, nel 1820, sposò Katherine Byerley, la figlia di Thomas Byerley con la quale ebbe altri tre figli e cinque figlie, tra cui Elizabeth che divenne moglie di James Rennell, barone di Rodd.